# 암버 스미스

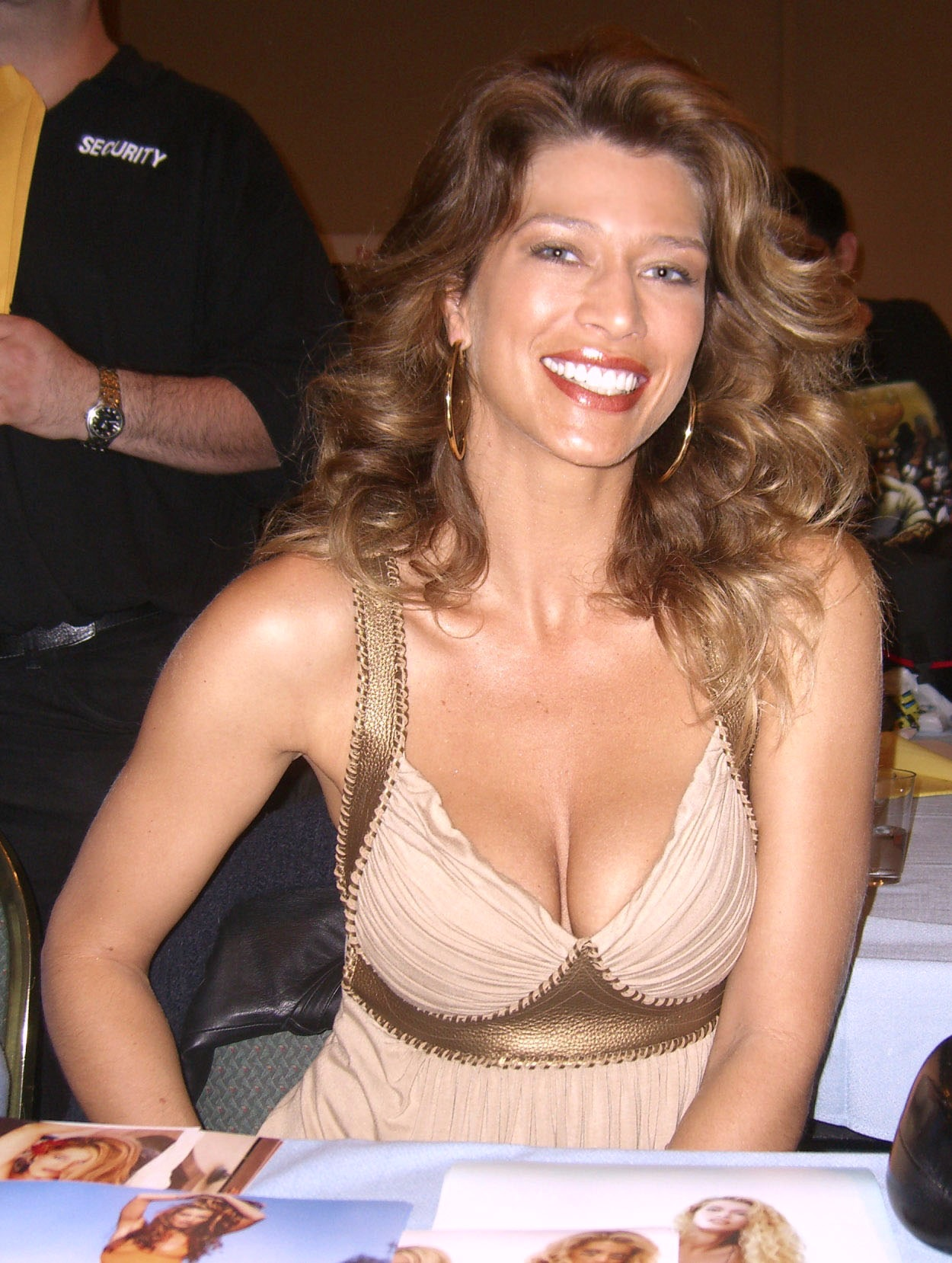

암버 스미스(Amber Smith, 1971년 3월 2일 ~ )는 미국의 배우, 모델, 텔레비전 배우, 영화배우이다.
탬파에서 태어났다.

## 영화
- 셀러브러티 리햅 위드 닥터 드류 (2008년)
- 더 로드 (2003년) - 아기 엄마 역
- 뒤로 가는 연인들 (2002년)
- 더 미드나잇 아워 (2001년)
- 하우 하이 (2001년)
- 톰캣 (2001년)
- 레드 슈 다이어리 7: 버닝 업 (1997년) - 엘리아 역
- 하우 투 비 어 플레이어 (1997년)
- 마스 (1997년)
- LA 컨피덴셜 (1997년)
- 로즈 앤 그레고리 (1996년)
- 페이스풀 (1996년)
- 프렌즈 (1994년)